# Hara
Hara este un grup pop-rock românesc, fondat în 2000 în Cluj-Napoca. Grupul este format din Flavius Buzilă, Mihai Pop, Nicu Lichirie și Marius Astilean.
În 2009 piesa Plouă stele câștigă locul I la concursul Song of the year', secțiunea Adult Contemporary, desfășurat de VH1 în Statele Unite. Repetă performanța în 2013, cu piesa Calling out for you.

## Membri

### Membri actuali
- Flavius Buzilă - vocal, chitară
- Mihai Andrițcu - vioară
- Matei Pușcaru - chitară bas
- Andrei Bălașa - chitară
- Nunu Racris - baterie
- Andrei Stoi - percuții / baterie

### Foști membri
- Tudor Runcanu (a plecat din trupă în 2003)
- Doru Dejeu (a plecat din trupă în 2003)
- Marius Aștilean - vioară
- Alex Lambrino - chitară bas, vocal
- Vlad Crețu - vocal, chitară
- Sabin Tarabega - baterie
- Valentin Mușat Mureșeanu- chitară (din 2016 până în 2022, a devenit membru ocazional)

## Albume
Hara și-a lansat albumele prin intermediul casei de discuri Cat Music.
- Aiurea (2001)
- Mai frumoasă (2003)
- O zi (2004)
- Paișpe colinde și o strigătură (2006)
- Interetnik (2008)

## Nominalizări și distincții
| An   | Premiu                          | Categorie                 | Laureat | Rezultat     | Note  |
| ---- | ------------------------------- | ------------------------- | ------- | ------------ | ----- |
| 2003 | Premiile Muzicale Radio România | Cea mai rapidă ascensiune | Hara    | Nominalizare | [ 3 ] |
| 2004 | Premiile muzicale MTV România   | Cel mai bun pop           | „Cine”  | Nominalizare | [ 1 ] |